# Оргбюро ЦК КП(б)У
Оргбюро ЦК КП(б)У, Організаційне бюро ЦК КП(б)У — орган ЦК КП(б)У, що діяв упродовж 1919—52. Рішення й постанови Оргбюро ЦК КП(б)У у випадку неопротестування їх членами політбюро ЦК КП(б)У ставали рішеннями ЦК КП(б)У. Оргбюро здійснювало загальне керівництво організаційною роботою КП(б)У, займалося підбором та розподілом партійних і радянських кадрів, контролювало виконання рішень ЦК КП(б)У й діяльність радянських, профспілкових і молодіжних організацій.

## Історія
Оргбюро ЦК КП(б)У було утворене за зразком оргбюро ЦК РКП(б), поява якого датується 16 січня 1919. У січні—лютому 1919 українським аналогом оргбюро ЦК РКП(б) (до перетворення останнього в кінці березня на постійний орган) і попередником оргбюро була Президія ЦК КП(б)У, до складу якої входили Я.Дробніс (5 лютого замінений Е.Квірінгом), Акім (П.Ровнер), Артем (Ф.Сергєєв), Я.Епштейн (Яковлєв). Із березня 1919 і до вересня 1952 оргбюро працювало на постійній основі. 1952 було визнано за доцільне поточну організаційну роботу зосередити в секретаріаті ЦК КП(б)У.

## Склад
До першого складу оргбюро входило 3 особи (Ю.Пятаков, Т.Харечко, П.Ровнер), згодом чисельний склад збільшився. Одним із членів оргбюро обов'язково був секретар ЦК КП(б)У (з 1920 — 1-й, з 1925 —генеральний, з 1934 — знову 1-й), який одночасно був членом політбюро ЦК КП(б)У. У протоколі рішення про створення оргбюро зазначалося: «На найближчому засіданні ЦК після того, як мине місяць, Організаційне бюро переобирається». Цього правила мало дотримувалися, але склад оргбюро справді часто змінювався, особливо в перші роки його існування. Як правило, оргбюро формально обиралося на пленумі ЦК КП(б)У із членів ЦК. Але існували й винятки. Так, у лютому 1920 призначене ЦК РКП(б) бюро КП(б)У обрало оргбюро ЦК КП(б)У у складі Рафаїла (Р.Фарбмана), Л.Сосновського та Д.Мануїльського, причому два останні за результатами III з'їзду КП(б)У не були членами ЦК. Траплялися кооптації членів ЦК до складу оргбюро у зв'язку з відрядженням того чи іншого діяча на партійну роботу без скликання пленуму ЦК.

## Перші роки діяльногсті оргбюро
Перші роки діяльності оргбюро, його повноваження не були чітко окреслені на інституційному рівні. Слушним не лише для ЦК РКП(б), а й і для ЦК КП(б)У було зауваження В.Леніна щодо розподілу функцій політбюро та оргбюро на IX з'їзді РКП(б) (1920): «Справжнім головним завданням Оргбюро був розподіл партійних сил, а завданням Політичного бюро — політичні питання». Але в цьому ж виступі він зазначив, що такий розподіл є «до певної міри штучним», оскільки «всяке організаційне питання приймає політичне значення». Загалом, як тоді ж зазначив В.Ленін, такий розподіл функцій привів до «надзвичайно сприятливих» результатів і «не було випадку, щоб між тим і іншим бюро виникали труднощі».
Найважливіші кадрові рішення оргбюро передавало на розгляд політбюро, однак спочатку порядок визначення таких питань не був формалізований. Тим більше, що останнє слово у вирішенні кадрових питань в Україні завжди залишалося за ЦК РКП(б), до якого й апелювали українські діячі у випадку незгоди із рішенням власних керівних органів. У вересні 1919 ЦК РКП(б) фактично ліквідував як Оргбюро ЦК КП(б)У, так і політбюро ЦК КП(б)У, залишивши репрезентантами ЦК КП(б)У «трійку» у складі Х.Раковського, Г.Петровського та А.Йоффе, причому два останніх не обиралися членами ЦК на III з'їзді КП(б)У. Із захопленням України Червоною армією керівні партійні органи КП(б)У, у тому числі й оргбюро, були відновлені.

## Після XII з'їзду РКП(б)
Після VII з'їзду КП(б)У та XII з'їзду РКП(б) (квітень 1923) керівництво КП(б)У (наприкінці травня 1923) визначило й письмово зафіксувало розподіл повноважень між політбюро, оргбюро та секретаріатом ЦК КП(б)У. Було чітко окреслено вищий ранг політбюро, член якого міг опротестувати рішення оргбюро. Повноваження щодо кадрових призначень розподілялися так: на оргбюро затверджувалися члени колегій центральних українських установ, завідувачі великими відділами в структурі народних комісаріатів, завідувачі губвідділами в губернських виконкомах та парткомах, керівники великих заводів, редактори газет і журналів, члени правління трестів, голови губернських судів, 1-ші помічники губернських прокурорів. Посади, що були у владній ієрархії вище, підлягали затвердженню політбюро ЦК, а оргбюро могло лише виносити рекомендації. Нижчі за рангом посади підлягали затвердженню секретаріатом ЦК. Із ліквідацією губерній повноваження були дещо модифіковані, але ієрархічна структура виконавчих органів ЦК (політбюро—оргбюро—секретаріат) залишалася незмінною до самої ліквідації оргбюро. При цьому український варіант цієї структури копіював російський, а потім — і загальносоюзний.

## Члени Оргбюро ЦК КП(б)У
- П'ятаков Юрій Леонідович (1919)
- Ровнер Пінхус Лазарович (1919)
- Харечко Тарас Іванович (1919, 1919—1920, 1921—1922)
- Косіор Станіслав Вікентійович (1919—1920, 1921—1922, 1928—1938)
- Квірінг Еммануїл Йонович (1919, 1923—1925)
- Коцюбинський Юрій Михайлович (1919, 1934)
- Фарбман Рафаїл Борисович (1919—1920)
- Шумський Олександр Якович (1920, 1923—1927)
- Яковлєв Яків Аркадійович (1920)
- Чубар Влас Якович (1920)
- Іванов Микола Іванович (1920—1921)
- Кон Фелікс Якович (1920—1921)
- Лебідь Дмитро Захарович (1920—1924)
- Мануїльський Дмитро Захарович (1920—1923, 1946—1949)
- Молотов В'ячеслав Михайлович (1920—1921)
- Угаров Федір Якович (1922—1923)
- Іванов Андрій Васильович (1922—1923)
- Булат Іван Лазарович (1923—1925)
- Діманштейн Семен Маркович (1923—1924)
- Корнюшин Федір Данилович (1923—1924, 1925—1926)
- Кіркіж Купріян Осипович (1923—1926)
- Владимирський Михайло Федорович (1924—1925)
- Клименко Іван Євдокимович (1924—1927)
- Медведєв Олексій Васильович (1924—1925, 1927—1929)
- Поляков Василь Васильович (1924—1934)
- Холявський Борис Матвійович (1924—1925)
- Каганович Лазар Мойсейович (1925—1928, 1947)
- Гулий Костянтин Макарович (1925—1934)
- Затонський Володимир Петрович (1925—1927)
- Кучмін Іван Федорович (1925—1927)
- Попов Микола Миколайович (1925—1929, 1933—1937)
- Сербиченко Олександр Калістратович (1925—1927)
- Балицький Всеволод Аполлонович (1926—1927)
- Постишев Павло Петрович (1926—1930, 1933—1937)
- Акулов Іван Олексійович (1927—1928, 1932—1933)
- Дегтярьов Леонід Сергійович (1927—1928)
- Демченко Микола Нестерович (1927—1928)
- Доронін Василь Іванович (1927—1928)
- Дудник Яким Минович (1927—1934)
- Любченко Панас Петрович (1927—1937)
- Мільчаков Олександр Іванович (1927—1928)
- Пілацька Ольга Володимирівна (1927—1937)
- Хвиля Андрій Ананійович (1927—1937)
- Доненко Микола Юхимович (1928—1929)
- Горбачов Омелян Григорович (1928—1930)
- Іванов Семен Варфоломійович (1928—1930)
- Порайко Василь Іванович (1928—1937)
- Картвелішвілі Лаврентій Йосипович (1929—1930)
- Чернявський Володимир Ілліч (1929—1930, 1930—1932)
- Кузьменко Василь Денисович (1929—1930)
- Виростков Іван Олексійович (1930—1934)
- Голод Наум Павлович (1930—1933)
- Хаханьян Григорій Давидович (1930—1934)
- Строганов Василь Андрійович (1930—1932)
- Терехов Роман Якович (1930—1933)
- Алексєєв Микита Олексійович (1931—1932)
- Зайцев Федір Іванович (1932—1933)
- Хатаєвич Мендель Маркович (1932—1934, 1937)
- Шелехес Ілля Савелійович (1933—1934)
- Асаткін-Владимирський Олександр Миколайович (1933—1937)
- Андрєєв Сергій Ілліч (1934—1937)
- Литвин Михайло Йосипович (1934—1937)
- Ільїн Ілля Львович (1934—1937)
- Амелін Михайло Петрович (1934—1937)
- Кудрявцев Сергій Олександрович (1937—1938)
- Маркітан Павло Пилипович (1937)
- Сідерський Зіновій Осипович (1937—1938)
- Бурмистенко Михайло Олексійович (1938—1941)
- Хрущов Микита Сергійович (1938—1949)
- Коротченко Дем'ян Сергійович (1938—1949)
- Любавін Петро Митрофанович (1938—1940)
- Поляков Михайло Миколайович (1938)
- Телешев Григорій Галактіонович (1938—1940)
- Єпішев Олексій Олексійович (1940—1949)
- Лисенко Йосип Григорович (1940—1941)
- Співак Мойсей Семенович (1940—1949)
- Хоменко Яків Олексійович (1940—1943)
- Литвин Костянтин Захарович (1946—1950)
- Патолічев Микола Семенович (1947)
- Мельников Леонід Георгійович (1947—1952)
- Колибанов Анатолій Георгійович (1949—1952)
- Сердюк Зиновій Тимофійович (1949—1952)
- Назаренко Іван Дмитрович (1949—1952)
- Гриза Олексій Андріанович (1949—1952)
- Кириченко Олексій Іларіонович (1949—1952)
- Мжаванадзе Василь Павлович (1950—1952)
- Тарасов Степан Никонович (1950—1952)
- Гришко Григорій Єлисейович (1951—1952)

## Кандидати у члени Оргбюро ЦК КП(б)У
- Клименко Іван Євдокимович (1923—1924)
- Новиков Микола Фролович (1923—1924)
- Поляков Василь Васильович (1923—1924)
- Шліхтер Олександр Григорович (1924—1927)
- Гаврилін Іван Дмитрович (1924—1925)
- Височиненко Семен Дмитрович (1925—1927)
- Михеєнко Дмитро Олександрович (1925—1927)
- Мойсеєнко Костянтин Васильович (1925—1927)
- Зеленська Катерина Феофілактівна (1927—1928)
- Чернявський Володимир Ілліч (1927—1929)
- Кузьменко Василь Денисович (1928—1929)
- Маркітан Павло Пилипович (1928—1930)
- Мусульбас Іван Андрійович (1929—1930)
- Бойченко Олександр Максимович (1930—1933)
- Зеленський Тимофій Петрович (1930—1933)
- Коваль Ксенофонт Федорович (1930—1934)
- Окорков Костянтин Іванович (1930—1932)
- Шкадінов Микола Іванович (1930—1933)
- Андрєєв Сергій Ілліч (1933—1934)
- Литвин Михайло Йосипович (1933—1934)
- Амелін Михайло Петрович (1934)
- Гавриленко Володимир Андрійович (1934—1937)
- Карлсон Карл Мартинович (1934—1937)
- Кіллерог Михайло Маркович (1934—1937)
- Просвірнін Іван Олексійович (1937)
- Струц Василь Никифорович (1937)
- Квасов Михайло Єгорович (1938—1941)
- Усенко Степан Іванович (1938)
- Колибанов Анатолій Георгійович (1940—1949)
- Сердюк Зиновій Тимофійович (1940—1949)
- Семичасний Володимир Юхимович (1949—1951)
- Мацуй Петро Панасович (1949—1952)